# Protocalliphora fallisi
Protocalliphora fallisi är en tvåvingeart som beskrevs av Sabrosky, Bennett och Whitworth 1989. Protocalliphora fallisi ingår i släktet Protocalliphora och familjen spyflugor.
Artens utbredningsområde är Ontario. Inga underarter finns listade i Catalogue of Life.